# Lawrence Dentico
Lawrence Dentico, detto Little Larry e anche Larry Fab o The Little Guy (Seaside Park, 22 agosto 1923), è un mafioso statunitense, membro della famiglia Genovese operante nel New Jersey. In passato ha ricoperto il ruolo di caporegime e di consigliere del clan.

## Biografia
Dentico nacque a Seaside Park, nel New Jersey, da Vito Antonio Dentico e Rose. Suo fratello Joseph, nato il 5 novembre 1898 a Gioia del Colle, in Puglia, era sposato con Theresa Romano, cognata di Lawrence.

## Carriera criminale
Negli anni 1949 e 1952, Dentico fu incarcerato per brevi periodi con l’accusa di spaccio di eroina. Negli anni Cinquanta lavorò alle dipendenze del boss Vito Genovese. Nel 1957 fu sospettato di aver fornito l’arma del delitto e l’auto per la fuga in un omicidio che coinvolse il mafioso Johnny Earle.
Nel 1966 fu arrestato per attività di usura ed estorsione a Hoboken, nel New Jersey. Con l’ascesa al vertice di Vincent "The Chin" Gigante nel 1981, Dentico divenne uno dei principali collaboratori in New Jersey di Louis Manna, all’epoca consigliere della famiglia. Nello stesso anno, fu condannato per frode e cospirazione in relazione al pagamento di tangenti a funzionari di Union City per truccare gli appalti pubblici, scontando una pena di sei anni di carcere.
Dopo l’arresto di Gigante per racket nel 1997, Dentico e Frank Illiano formarono un direttorio a due per guidare le attività quotidiane della famiglia. Nell’agosto del 2005, fu incriminato insieme ad altri affiliati con l’accusa di cospirazione per estorsione e per associazione finalizzata all’omicidio. Secondo l’accusa, partecipavano a racket di usura, scommesse sportive, gioco del lotto clandestino e scommesse su biglietti del football.

## Arresto e condanna
Dentico si dichiarò colpevole e il 16 agosto 2006 fu condannato a 51 mesi di prigione.

## Rilascio
È stato rilasciato il 12 maggio 2009.